# Ding Bangchao
Ding Bangchao (* 11. Oktober 1996) ist ein chinesischer Stabhochspringer.

## Sportliche Laufbahn
Erste internationale Erfahrungen sammelte Ding Bangchao 2017 bei den Asienmeisterschaften in Bhubaneswar, bei denen er mit übersprungenen 5,65 m die Goldmedaille gewann. 2019 qualifizierte er sich für die Weltmeisterschaften in Doha und schied dort mit 5,60 m in der Qualifikation aus.
2017 wurde Ding chinesischer Meister im Stabhochsprung.

## Persönliche Bestleistungen
- Stabhochsprung: 5,71 m, 7. April 2019 in Zhaoqing
  - Stabhochsprung (Halle): 5,60 m, 3. März 2019 in Xi’an